# フアン・デ・ルエダ
ファン・デ・ロス・アンヘレス・ルエダ（Juan de los Angeles Rueda、生年不詳 - 1624年?）は、江戸時代初期に来日したスペインのドミニコ会士である。

## 経歴・人物
ブルゴス県の山岳地帯に生まれ、後にスペイン領東インド（現在のフィリピン）に活動拠点を移す。1604年（慶長9年）に来日し九州地方を中心に布教活動を行い、ロザリオの信心（ロザリオ・コンフラタニティ）を説いた事にも携わった。しかし1614年（慶長19年）にキリシタン追放令の発令および病気療養により、日本に潜伏した後にフィリピンに戻り再度マニラにて活動拠点を移した。
1619年には同地にて日本への宣教師派遣の許可をもらう目的で武士の姿に扮し、ロザリオ信心書を2冊日本語で執筆し出版した。その後は日本の密入国を計画し日本に向けて渡航したが、1624年（尚豊4年）に渡航途中で琉球王国に来航し後に八重山キリシタン事件の首謀者となる石垣永将を教化した。しかし当時琉球に潜入していた仏僧との論争により捕縛され、斬首刑となりその遺体は海洋投棄された。

## 著書
- 『ロザリヨの記録』
- 『ロザリヨの経』